# Valente Díaz
Valente Díaz – miasto w Meksyku, w stanie Veracruz.